# Dames Quarter
Dames Quarter és una concentració de població designada pel cens dels Estats Units a l'estat de Maryland. Segons el cens del 2000 tenia 188 habitants.

## Demografia
Segons el cens del 2000, Dames Quarter tenia 188 habitants, 84 habitatges, i 54 famílies. La densitat de població era de 5,8 habitants per km².
Dels 84 habitatges en un 22,6% hi vivien nens de menys de 18 anys, en un 48,8% hi vivien parelles casades, en un 10,7% dones solteres, i en un 35,7% no eren unitats familiars. En el 32,1% dels habitatges hi vivien persones soles el 10,7% de les quals corresponia a persones de 65 anys o més que vivien soles. El nombre mitjà de persones vivint en cada habitatge era de 2,24 i el nombre mitjà de persones que vivien en cada família era de 2,85.
Per edats la població es repartia de la següent manera: un 19,1% tenia menys de 18 anys, un 8% entre 18 i 24, un 23,9% entre 25 i 44, un 30,3% de 45 a 60 i un 18,6% 65 anys o més.
L'edat mediana era de 45 anys. Per cada 100 dones de 18 o més anys hi havia 117,1 homes.
La renda mediana per habitatge era de 41.458 $ i la renda mediana per família de 44.464 $. Els homes tenien una renda mediana de 50.000 $ mentre que les dones 36.875 $. La renda per capita de la població era de 19.448 $. Entorn del 10,4% de les famílies i l'11,2% de la població estaven per davall del llindar de pobresa.

## Poblacions més properes
El següent diagrama mostra les poblacions més properes.